# (1973) Colocolo
(1973) Colocolo es un asteroide perteneciente al cinturón de asteroides descubierto el 18 de julio de 1968 por Carlos Torres y S. Cofré desde la estación de Cerro El Roble, Chile.

## Designación y nombre
Colocolo se designó al principio como 1968 OA.
Más tarde fue nombrado en honor del líder mapuche Colo Colo.

## Características orbitales
Colocolo está situado a una distancia media de 3,181 ua del Sol, pudiendo acercarse hasta 2,92 ua y alejarse hasta 3,443 ua. Su inclinación orbital es 10,6° y la excentricidad 0,08223. Emplea 2073 días en completar una órbita alrededor del Sol.